# ブンティットヌン
ブンティットヌンまたはブンティットヌォン（ベトナム語：Bún thịt nướng / 𥻸䏦𪹷、IPA: [ɓǔn tʰìt nɨ̌əŋ]、焼肉入りビーフン）は、ベトナム南部発祥のベトナム料理の一つで、冷たいビーフンに焼いた豚肉、バジルやミントなどの新鮮なハーブ、新鮮なサラダ、ギア（越: giá）と呼ばれるもやしをトッピングした人気の料理であり、チャーヨー（越: chả giò）と呼ばれる春巻きが添えられる。料理は、ヌクマム（越: nước mam）と呼ばれる魚醤（越: nước chấm）で和える。ローストピーナッツ、ニンジンのベトナム風ピクルス、ネムヌン（越: nem nướng̣、ベトナム風ニンニク入り豚肉ソーセージ）、またはグリルしたエビがトッピングされる。ブンティットヌンは、ハノイのブンチャー（越: bún chả）と並んで、ベトナム全地方で人気がある。

## 派生料理
- ブンヌックレオ（越: Bún nước lèo、肉の代わりに豆腐を使ったベジタリアン向けの料理)
- ブンティットヌンボー（越: Bún thịt nướng bò、豚肉の代わりに牛肉を使う)
- ブンティットヌントム（越: Bún thịt nướng tôm、グリルした海老を添える）
- ブンティットヌンチャーゾー（越: Bún thịt nướng chả giò、卵焼きを添える）
- ブンティットヌンダナン（越: Bún thịt nướng Đà Nẵng、ダナン風）